# Мишеляк
Мишеляк — река в России, протекает в Озёрском городском округе Челябинской области, правый приток реки Теча. Длина реки составляет 15 км.
Исток находится на северо-восточном берегу озера гороного типа Улагач, через реку происходит его сток. Устье реки находится в 226 км по правому берегу реки Теча. Высота устья — 219 м над уровнем моря.
Река впадала в Метлинский пруд (технологический водоём «В-10» для хранения жидких радиоактивных отходов Теченского каскада водоёмов) (в точке с координатами 55°41′47″ с. ш. 60°53′28″ в. д.). С 1965 года часть русла реки изменена и река протекает по правобережному обводному каналу водоёма «В-11» и впадает в реку Течу ниже плотины этого водоёма.
В 1987 году при превышении уровня воды в водоёме «В-11» произошла фильтрация воды в канал и поступление стронция-90 в нижнее течение реки.

## Данные водного реестра
По данным государственного водного реестра России относится к Иртышскому бассейновому округу, водохозяйственный участок реки — Теча, речной подбассейн реки — Тобол. Речной бассейн реки — Иртыш.
Код объекта в государственном водном реестре — 14010500712111200003160.